# Estación Correos
La Estación Correos, es una estación del servicio de Transmetro que opera en la Ciudad de Guatemala. Está ubicada entre a 8 avenida y 12 calle de la zona 1 a inmediaciones del Edificio de Correos.